# 岐阜東西通り

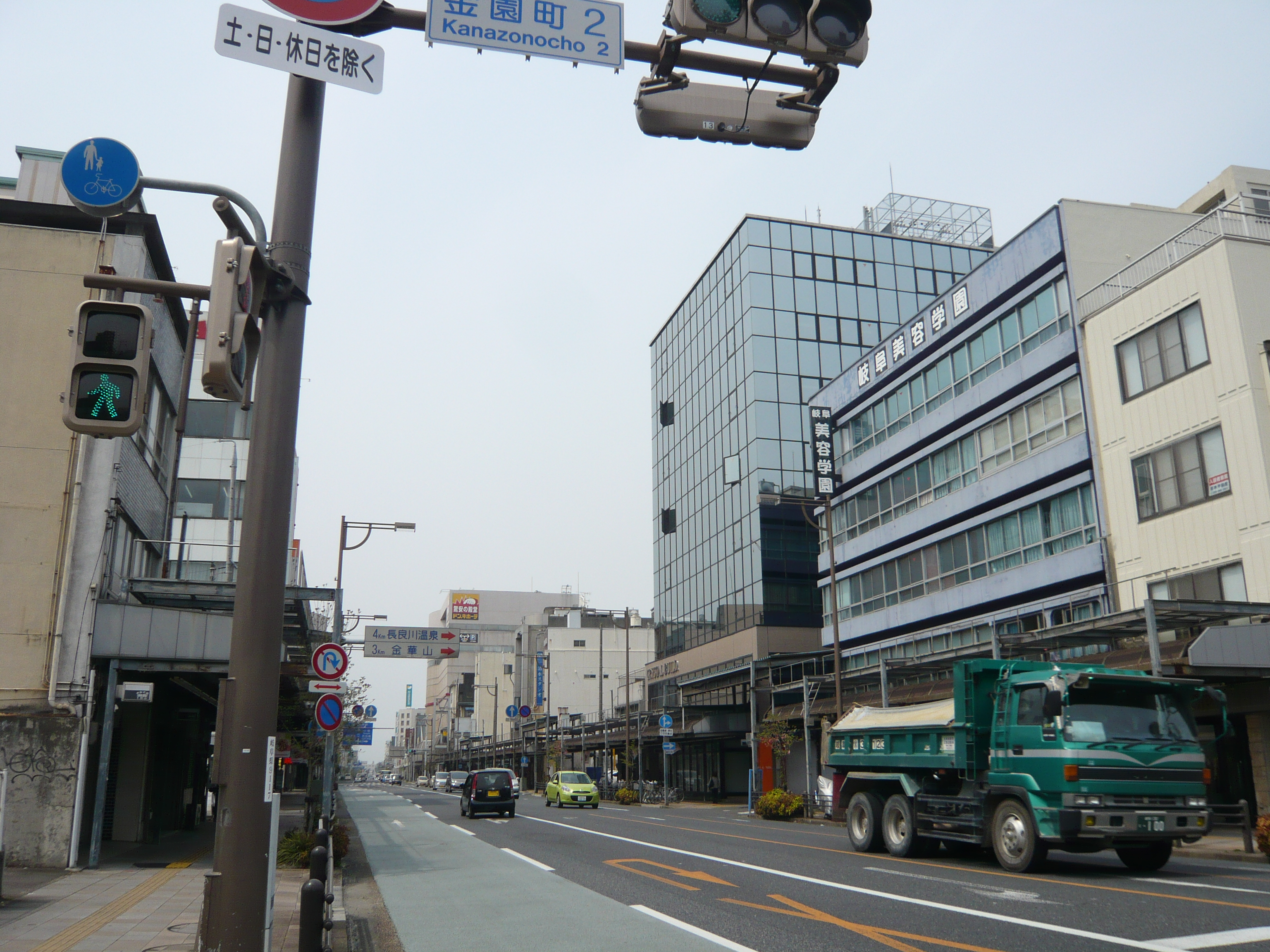
岐阜東西通り（徹明通り）。岐阜市金園町2丁目交差点より西を望む。

岐阜東西通り（ぎふとうざいどおり）とは、岐阜県岐阜市東部（芥見地区）と西部（鏡島地区）を東西に結ぶ通りである。

## 区間
- 芥見～鏡島
  - 芥見から日野南までは国道156号。
  - 日野南から北一色1丁目（東興町、国道156号交点）までは岐阜県道92号岐阜巣南大野線（旧・国道156号）。
  - 北一色1丁目（東興町、国道156号交点）から神田町5丁目（徹明町）までは国道248号。
  - 神田町5丁目（徹明町）から千手堂までは国道157号。
  - 千手堂から鏡島までは岐阜県道92号岐阜巣南大野線。
- 北一色から鏡島の区間は片道2車線である。

## 沿線
- 東海学院大学
- 琴塚古墳
- 岐阜競輪場
- 梅林公園
- 岐阜市立梅林小学校
- 岐阜合同庁舎
- 瑞龍寺
- 橿森神社
- 岐阜メルサ
- 柳ヶ瀬
- 金神社
- 岐阜市民病院
- 岐阜市立精華中学校
- 岐阜市立鏡島小学校
- 河渡橋

## その他
かつては、この岐阜東西通りは名古屋鉄道の路線（岐阜地区の600Vの路線）が存在していた通りである。
- 美濃町線（2005年4月1日廃止）
  - 徹明町駅から岩田駅の区間が該当する。徹明町駅から北一色駅の区間は道路中央を走る併用軌道。北一色駅と野一色駅の途中から岩田駅と下芥見駅の途中までは、道路の北に隣接する専用軌道であった。
- 岐阜市内線（2005年4月1日廃止）
  - 徹明町駅から千手堂駅の区間が該当する。
- 鏡島線（1964年10月4日廃止）
  - 徹明町駅から森屋駅の区間が道路中央を走る併用軌道であった。なお、末端区間の港駅から西鏡島駅は専用軌道であったが、廃線後、道路拡張に利用された。

## 別名
- 徹明通り（徹明通1丁目～8丁目）
- 才勝通り（戦後まで呼ばれていた）
- 金園町通り（金園町1丁目～10丁目）
- 鹿島町通り（鹿島町1丁目～8丁目）